# Jader Romaña
Jáder Romaña (Apartadó, Antioquia, Colombia; 22 de junio de 1992) es un exfutbolista colombiano. 

## Clubes
| Club              | País     | Año       | Partidos | Goles' |
| ----------------- | -------- | --------- | -------- | ------ |
| Bogotá FC         | Colombia | 2008-2013 | 177      | 1      |
| Deportivo Pereira | Colombia | 2014-2015 | 15       | 0      |

## Palmarés

### Distinciones individuales
- Segundo futbolista con más partidos disputados en el Bogotá Fútbol Club solo por detrás de Omer Escalante.